# Estación de Neptú
Neptú (anteriormente denominada Marina Reial Joan Carles I) es una estación de la línea 8 de Metrovalencia que se encuentra en el barrio del Grao de Valencia. Fue inaugurada el 16 de abril de 2007. Está situada en la calle Doctor Marcos Sopena, donde se levanta un andén entre las dos vías de tranvía